# 巴里 (北歐神話)
巴里，Barri。同「Bari」，在北歐神話中，對這個詞的解釋可能有三：
- 指一座森林的名稱。是弗雷（Freyr）和葛德（Gerd）結婚的地方。在《散文埃達》中也寫做Barrey或Barey。
- 指一侏儒的名字。是曾經協助洛基（Loki）蓋宮殿的九名侏儒之一。
- 指一狂戰士。是在《詩體埃達》中被提到的狂戰士之一。